# Att ha och inte ha (film, 1944)
Att ha och inte ha (originaltitel: To Have and Have Not) är en amerikansk romantisk krigs- och äventyrsfilm från 1944. Den är regisserad av Howard Hawks och har Humphrey Bogart samt Lauren Bacall i centrala roller. Den senare gjorde sin filmdebut med denna film.

## Handling
Historien utspelas under andra världskriget. Amerikanen Harry Morgan (Bogart)  livnär sig på sportfiske på den franska ön Martinique i Västindien. Martinique styrs av Vichyregimen, vilken dock har svårt att etablera en effektiv kontroll över ön som är hem för många potentiella motståndsmän.
Morgan får en förfrågan att hjälpa till med transporten av en fransk motståndsledare och hans vackra hustru till den franska ön Martinique i Västindien. Samtidigt försöker han inleda en relation med en attraktiv sångerska.

## Medverkande (urval)

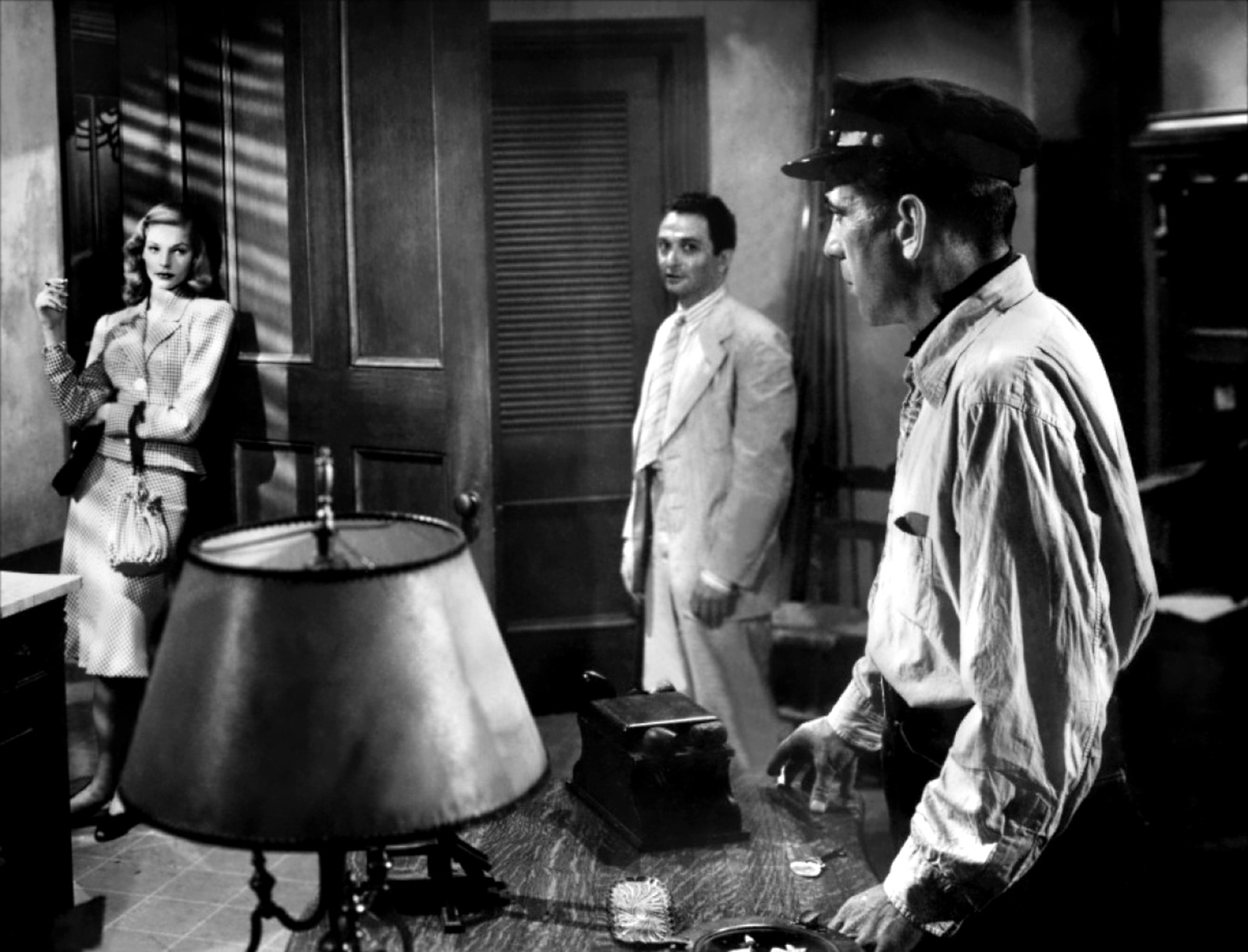
Lauren Bacall, Marcel Dalio och Humphrey Bogart i Att ha och inte ha.

| Humphrey Bogart  | – Harry "Steve" Morgan  |
| Walter Brennan   | – Eddie                 |
| Lauren Bacall    | – Marie "Slim" Browning |
| Dolores Moran    | – Helène de Bursac      |
| Hoagy Carmichael | – Cricket               |
| Sheldon Leonard  | – Coyo                  |
| Walter Szurovy   | – Paul de Bursac        |
| Marcel Dalio     | – Gérard (Frenchy)      |
| Walter Sande     | – Johnson               |
| Dan Seymour      | – Kapten Renard         |
| Aldo Nadi        | – Renards livvakt       |

## Produktion och mottagande

### Bakgrund och produktion
Filmen är baserad på romanen Att ha och inte ha från 1937 av Ernest Hemingway; även Illdåd ombord från 1950 har hämtat sin historia från Hemingways bok. Manuset till filmen skrevs av Jules Furthman och William Faulkner. Filmen anses vara den enda med medverkan av två (blivande) nobelpristagare i litteratur.
Huvudrollerna spelas av Humphrey Bogart och Lauren Bacall, som upptäcktes av regissören Hawks och lät henne filmdebutera mot Bogart. Filmen har dialog på både engelska och franska
Bacall var 19 år gammal när filmen gjordes, och den innebar hennes omedelbara genombrott inom filmbranschen. Hon och Humphrey Bogart blev förälskade under inspelningen, och de två gifte sig 1945.
Filmen utspelas delvis i karibiska miljöer. Dessa är dock inspelade i Balboa och Laguna Beach i Kalifornien, kompletterade med studioscener i Warner Bros. Studios och Culver City.

### Distribution och mottagande
Filmen fick sin premiär 11 oktober 1944. Den svenska premiären skedde den 6 augusti 1945. Mellan 1961 och 2004 visades filmen av svenska SVT sammanlagt åtta gånger. 2004 kom den ut på DVD i Sverige.
| ”                                           | [...] Men i Howard Hawks regi är greppet denna gång så skickligt varierat, men så inträngande detaljer, att det verkar som nytt. Det är en raffinerat effektiv film, buren av en vitaliserande energi, brutalt elementär under den sofistikerade ytan. Om så vill: barnslighet bemantlad med hård erfarenhet! Men också kraft, insprängd med humor! Lauren Bacall, ett nytt fynd, verkar genom sin ormande slankhet, sin färdighet i erotiska och andra manövrer på det hårdkokta planet... | „ |
| – Artur Lundkvist, tidningen Vi nr 33, 1945 | |   |